# Kąty (powiat włoszczowski)
Kąty – wieś sołecka w Polsce położona w województwie świętokrzyskim, w powiecie włoszczowskim, w gminie Włoszczowa.
| SIMC    | Nazwa   | Rodzaj     |
| ------- | ------- | ---------- |
| 0278050 | Folwark | przysiółek |

W latach 1975–1998 miejscowość należała administracyjnie do województwa kieleckiego.

## Historia
W dokumentach wieś występuje w roku 1366 (Kodeks Małop. s.339) jako „Cothy”. Pod nazwą „Kathy” w Liber beneficiorum Jana Łaskiego (t.I str.559,568)
W wieku XIX - Kąty wieś w powiecie włoszczowskim, gminie Secemin, parafii Czarnca. Należała dawniej do wsi Czarnca  i nosiła miano Czarnieckiej Woli. 
W 1827 r. było tu 9 domów i 77 mieszkańców

W 1880 r. wraz z pustkowiem Kaleń (leśniczówka) wieś posiadała 23 domy i 120 mieszkańców. 
Według spisu powszechnego z roku 1921 miejscowość Kąty posiadała 28 domów i 164 mieszkańców